# 斯帕斯克区 (滨海边疆区)
44°36′N 132°49′E / 44.600°N 132.817°E
斯帕斯克區（俄语：Спасский район），是俄羅斯的一個區，位於該國東南部，由濱海邊疆區負責管轄，始建於1926年1月4日，面積4,205.98平方公里，2010年人口30,475，人口密度每平方公里7.25人。